# Ixorida clathrata
Ixorida clathrata är en skalbaggsart som beskrevs av Hippolyte Louis Gory och Achille Rémy Percheron 1833. Ixorida clathrata ingår i släktet Ixorida och familjen Cetoniidae. Inga underarter finns listade i Catalogue of Life.